# Petr Zemánek
Petr Zemánek (* 26. listopadu 1973 Ratíškovice) je český fotbalový trenér a bývalý prvoligový útočník.

## Hráčská kariéra
V české lize hrál za FC Svit Zlín a 1. FK Drnovice. V české lize nastoupil v 61 utkáních a dal 8 gólů, ve druhé lize odehrál 126 utkání, vsítil 31 branku. V nižších soutěžích hrál i za FK Baník Ratíškovice (41 / 20 ve 2. lize + 75 branek v MSFL), FK Kunovice (75 / 6 ve 2. lize) a FK Mutěnice (10 branek v MSFL).
S 86 brankami je historicky 6. nejlepším střelcem MSFL (1991/92–2020/21) po Aleši Krčovi (147), Pavlu Simrovi (108), Martinu Hanusovi (103), Janu Silném (93) a Karlu Kroupovi ml. (87). 75 z nich dal za Ratíškovice (1994/95: 12, 1995/96: 9, 1996/97: 12, 1997/98: 24, 1998/99: 18) – což byl do sezony 2014/15 rekord za jeden klub – jednu za FC Tescoma Zlín B a zbylých 10 za FK Mutěnice (2006/07: 7, 2007/08: 3). Jeho rekordy překonal až v sezoně 2014/15 hlučínský Martin Hanus (celkem 103 branky v MSFL, z toho 87 za Hlučín). Současná maxima stanovil Aleš Krč (celkem 147 branek v MSFL, z toho 136 za Uničov) – údaje jsou platné po skončení ročníku 2020/21.

### Ligová bilance
| Ročník                          | Zápasy | Góly | Klub                 |
| ------------------------------- | ------ | ---- | -------------------- |
| 1. česká fotbalová liga 1994/95 | 7      | 1    | FC Svit Zlín         |
| MSFL 1994/95                    | –      | 12   | FK Baník Ratíškovice |
| MSFL 1995/96                    | –      | 9    | FK Baník Ratíškovice |
| MSFL 1996/97                    | –      | 12   | FK Baník Ratíškovice |
| MSFL 1997/98                    | –      | 24   | FK Baník Ratíškovice |
| MSFL 1998/99                    | –      | 18   | FK Baník Ratíškovice |
| 2. liga 1999/00                 | 26     | 11   | FK Baník Ratíškovice |
| 2. liga 2000/01                 | 15     | 9    | FK Baník Ratíškovice |
| Gambrinus liga 2000/01          | 14     | 3    | 1. FK Drnovice       |
| Gambrinus liga 2001/02          | 18     | 2    | 1. FK Drnovice       |
| 2. liga 2001/02                 | 10     | 5    | FC Tescoma Zlín      |
| Gambrinus liga 2002/03          | 21     | 2    | FC Tescoma Zlín      |
| MSFL 2002/03                    | –      | 1    | FC Tescoma Zlín B    |
| Gambrinus liga 2003/04          | 1      | 0    | FC Tescoma Zlín      |
| 2. liga 2003/04                 | 19     | 1    | FK Kunovice          |
| 2. liga 2004/05                 | 28     | 3    | FK Kunovice          |
| 2. liga 2005/06                 | 28     | 2    | FK Kunovice          |
| MSFL 2006/07                    | –      | 7    | FK Mutěnice          |
| MSFL 2007/08                    | –      | 3    | FK Mutěnice          |
| CELKEM 1. LIGA                  | 61     | 8    |                      |
| CELKEM 2. LIGA                  | 126    | 31   |                      |
| CELKEM MSFL                     | –      | 86   |                      |

## Trenérská kariéra
Po skončení hráčské kariéry se stal trenérem FK Mutěnice, které naposled vedl v sezoně 2017/18 v Přeboru Jihomoravského kraje. Od sezony 2018/19 převzal FK Baník Ratíškovice, se kterým ihned postoupil do Přeboru Jihomoravského kraje, kde mužstvo vedl i v sezonách 2019/20 a 2020/21.